# Lluvia de oro

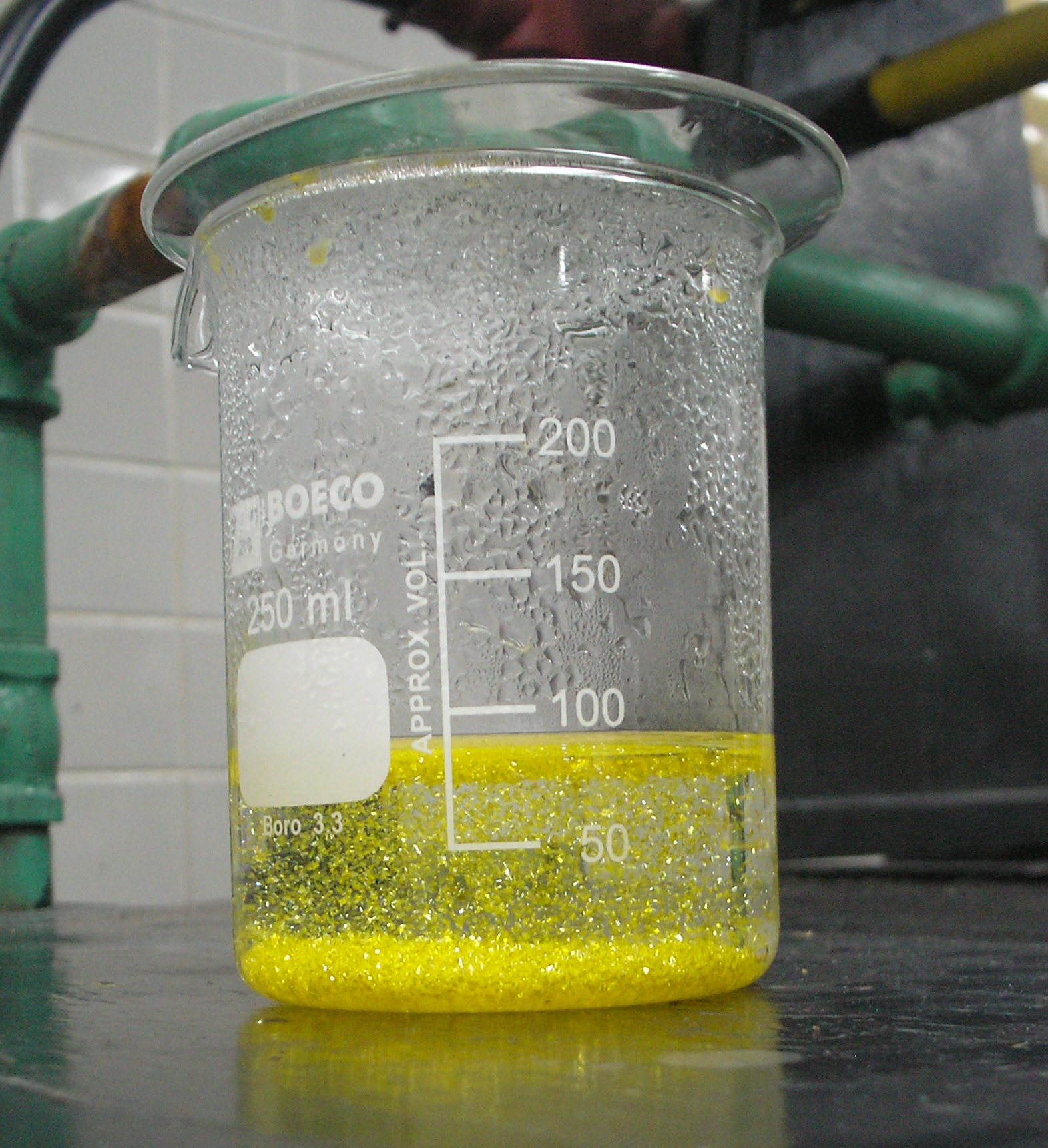
Precipitación del yoduro de Pb(II) en forma de "lluvia de oro"

Lluvia de oro se denomina a la cristalización de yoduro de plomo (II) (PbI₂), ya que se forman cristales de color dorado semejantes a pequeños cristales de oro.
Si se contiene una solución acuosa con el catión Pb²⁺ y se lo hace reaccionar con el anión I⁻, precipita el PbI₂. debido a su bajo producto de solubilidad en agua a temperatura ambiente. El precipitado tiene un aspecto pulverulento y color amarillo apagado, sin brillo, pero es soluble en agua a ebullición. Una vez disuelto, si se deja enfriar, reprecipita, ahora en forma de escamas cristalinas brillantes de PbI₂ y color amarillo dorado, dando la sensación de una "lluvia de oro". La reacción es característica del Pb(II) por lo que se utiliza para la determinación cualitativa de esta especie metálica 